# 崔孚
崔孚（?—?），博陵人，唐朝政治人物。是天平軍節度使崔弘禮的父親。

## 生平
崔孚出身於士族博陵崔氏，以門蔭得到太廟齋郎官職，其後擔任過汝州葉縣、宋州單父的縣尉。天寶末年大亂時，崔孚等人守衛單父有功，然而事後與人有發生爭奪功勞的糾紛，崔孚於是舉家遷徙到江淮之間。其後歷任越州餘姚、湖州長城等縣縣令。

## 家族
- 父：崔育
- 子：崔璆、崔弘禮
- 孫：崔彥素、崔彥餘、崔彥甫、崔彥博（以上崔璆子）、玄鑒、崔彥防、崔彥佐、崔彥溫、崔彥冠、崔彥成、崔彥光、崔彥鎮（以上崔弘禮子）
- 孫女：皇甫弘夫人崔氏、崔德德、崔鄭鄭、崔遷遷（崔弘禮之女）
- 曾孫：崔賡、崔庠（崔彥溫之子）